# Dendrobium sandsii
Dendrobium sandsii är en orkidéart som beskrevs av Jeffrey James Wood och Chu Lun Chan. Dendrobium sandsii ingår i släktet Dendrobium, och familjen orkidéer. Inga underarter finns listade i Catalogue of Life.